# 荣梓杉
荣梓杉（2006年2月3日—），男，四川绵阳人，中国演员，因出演贾樟柯执导的电影《山河故人》而出道。2020年，他因参演网剧《隐秘的角落》而引发关注。

## 生平
荣梓杉于2006年2月3日出生在中国四川省的绵阳市。荣梓杉因拍摄肯德基广告而正式踏入演艺圈。2014年，参加“T台之星”少儿模特大赛，获得苏州赛区冠军。2015年，他参演的首部电影《山河故人》上映。2016年，在剧情电影《西小河的夏天》中饰演顾晓阳。2018年，主演悬疑电影《秘密访客》。2020年，在播出的悬疑剧《隐秘的角落》中饰演朱朝阳，他也因此受到更多关注。2020年10月，在电影《再见吧！少年》中饰演王新阳。2020年10月，凭《隐秘的角落》中朱朝阳一角获釜山国际电影节亚洲内容大奖“最佳新人男演员奖”。2020年12月，凭《隐秘的角落》获爱奇艺尖叫之夜-戏剧单元“年度银幕潜力新人演员奖”。目前在江苏省苏州市北美外国语学校就读高中。2021年12月30日，凭电影《再见吧！少年》荣获第34届中国电影金鸡奖。2024年参加艺考，中央戏剧学院和北京电影学院的表演专业课均位居第一。

## 影視作品

### 电影
| 上映年份 | 電影名稱                   | 飾演           |
| 2015年   | 《山河故人》               | 张到乐（童年） |
| 2016年   | 《心语阳光》               | 王立强（童年） |
| 2017年   | 《我是医生》               | 吴孟超（童年） |
| 2017年   | 《秘果》                   | 段柏文（童年） |
| 2018年   | 《西小河的夏天》           | 顾晓阳         |
| 2018年   | 《云上日出》               | 夏家骏（少年） |
| 2020年   | 《再见吧！少年》           | 王新阳         |
| 2021年   | 《秘密访客》               | 汪楚祺         |
| 2021年   | 《岁月忽已暮》(2016年拍攝) | 少年顾辛烈     |
| 2022年   | 《外太空的莫扎特》         | 任小天         |
| 2023年   | 《我经过风暴》             | 念念           |
| 2024年   | 《灿烂的她》               | 徐一诺         |
| 待上映   | 《沙海之门》               | 李四           |
| 待上映   | 《捂着眼睛看红光》         |                |

### 电视剧/网络剧
| 首播年份 | 戲劇名稱               | 飾演                  | 備註                   |
| 2015年   | 《深宅雪》             | 小阿平                |                        |
| 2016年   | 《柠檬初上》           | 胡飞                  |                        |
| 2016年   | 《爱人的谎言》         | 小皮                  |                        |
| 2016年   | 《旋风少女2》          | 星耀                  |                        |
| 2016年   | 《半妖倾城2》          | 小兴邦                | 网络剧                 |
| 2016年   | 《最好的我們》         | 林帆                  |                        |
| 2017年   | 《思美人》             | 小無明                |                        |
| 2017年   | 《大军师司马懿》       | 司馬師（童年）        |                        |
| 2017年   | 《那年花開月正圓》     | 小杜明礼              |                        |
| 2017年   | 《天淚傳奇之鳳凰無雙》 | 蕭鳳溟（童年）        |                        |
| 2018年   | 《柜中美人》           | 花无欢（童年）        |                        |
| 2018年   | 《独孤天下》           | 李淵（童年）          |                        |
| 2018年   | 《南方有乔木》         | 小司                  |                        |
| 2018年   | 《萌妻食神》           | 白珍珠                | 网络剧                 |
| 2018年   | 《像我们一样年轻》     | 高兴（童年）          |                        |
| 2018年   | 《古劍奇譚2》          | 巴叶                  | 网络剧                 |
| 2018年   | 《如懿传》             | 爱新觉罗·永珹（童年） |                        |
| 2019年   | 《因法之名》           | 十歲许子蒙            |                        |
| 2019年   | 《亲·爱的味道》        | 安文宇（童年）        |                        |
| 2019年   | 《誰的青春不叛逆》     | 鹿相（十歲）          |                        |
| 2020年   | 《三生三世枕上書》     | 童年沉晔              |                        |
| 2020年   | 《隐秘的角落》         | 朱朝阳                | 网络剧                 |
| 2021年   | 《理想照耀中国》       | 大海                  | 單元《我送亲人过大江》 |
| 2021年   | 《雪中悍刀行》         | 徐龙象                |                        |
| 2022年   | 《你安全吗？》         | 周游                  | 网络剧                 |
| 2022年   | 《大考》               | 吴家俊                |                        |
| 2023年   | 《打开生活的正确方式》 | 边小方                |                        |
| 2024年   | 《唐人街探案2》        | NEO                   | 网络剧                 |
| 2024年   | 《看不见影子的少年》   | 小七 /边杰            | 网络剧                 |
| 待上映   | 《你的声音如此美丽》   | 童年柯泽              | 2016年拍攝             |
| 待上映   | 《不眠日》             |                       | 网络剧                 |
| 待上映   | 《咸鱼飞升》           |                       | 网络剧                 |

## 荣誉奖项
| 年份   | 奖项                                 | 被提名作品       | 被提名类别           | 结果 |
| ------ | ------------------------------------ | ---------------- | -------------------- | ---- |
| 2018年 | 第五届北京青年影展                   | 《西小河的夏天》 | 年度男演员           | 提名 |
| 2020年 | 韓國釜山國際電影節第二屆亞洲內容大獎 | 《隱秘的角落》   | 最佳新人男演員       | 獲獎 |
| 2020年 | 2021愛奇藝尖叫之夜                   |                  | 最具潛值演員         | 獲獎 |
| 2020年 | 2021愛奇藝尖叫之夜                   |                  | 年度螢幕潛力新人演員 | 獲獎 |
| 2024年 | 2024爱奇艺尖叫之夜                   |                  | 年度十佳演员         | 獲獎 |